# Peugeot 306

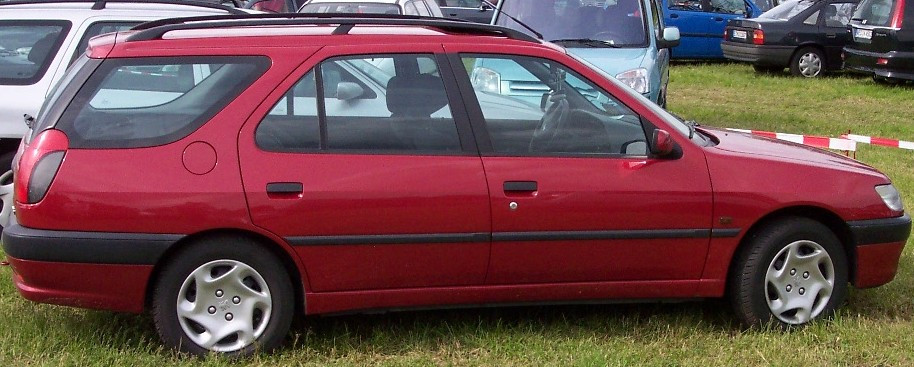
Peugeot 306 kombi

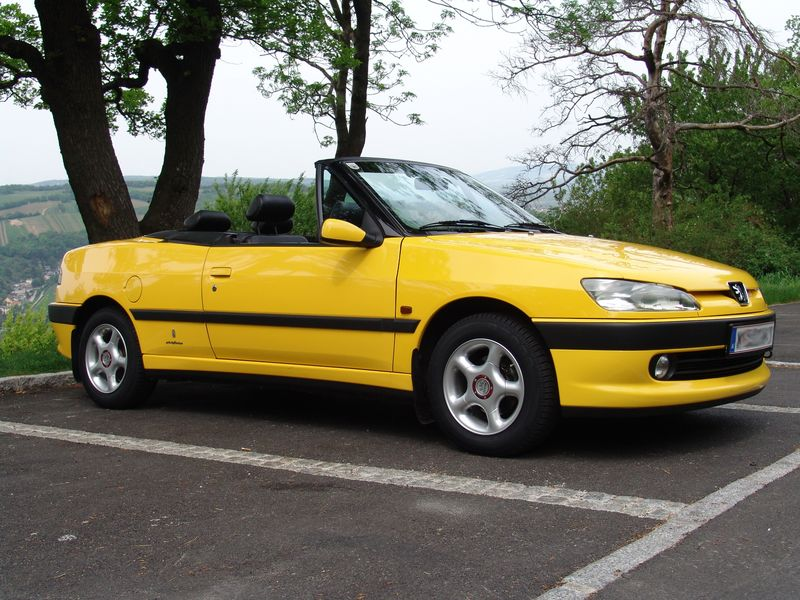
Peugeot 306 cabriolet

Peugeot 306 är den bilmodell som ersatte Peugeot 309, och i sin tur ersattes av Peugeot 307. Den började tillverkas i mars 1993 och togs ur produktion 2001. 306:an delar chassi med Citroën ZX. Till en början fanns modellen bara som halvkombi, men började snart tillverkas även som sedan, kombi och cabriolet.
Den är känd för sina goda köregenskaper och driftssäkra motor. Lyxvarianten med bland annat läderklädsel, bromsskivor bak och starkare motor som standard hette Roland Garros, efter flygpionjären Roland Garros.

## Motoralternativ
| Modell  | Årsmodell | Motor                   | Cylindervolym | Effekt | Vridmoment | Bränslesystem      |
| ------- | --------- | ----------------------- | ------------- | ------ | ---------- | ------------------ |
| 1.1     | 1994-1996 | 4-cyl radmotor SOHC 8V  | 1124 cm³      | 60 hk  | 87 Nm      | Bränsleinsprutning |
| 1.4     | 1994-2001 | 4-cyl radmotor SOHC 8V  | 1360 cm³      | 75 hk  | 111 Nm     | Bränsleinsprutning |
| 1.6     | 1994-2000 | 4-cyl radmotor SOHC 8V  | 1587 cm³      | 88 hk  | 135 Nm     | Bränsleinsprutning |
| 1.6     | 2001      | 4-cyl radmotor SOHC 8V  | 1587 cm³      | 98 hk  | 138 Nm     | Bränsleinsprutning |
| 1.8     | 1994-1996 | 4-cyl radmotor SOHC 8V  | 1762 cm³      | 101 hk | 153 Nm     | Bränsleinsprutning |
| 1.8     | 1997-2001 | 4-cyl radmotor DOHC 16V | 1762 cm³      | 110 hk | 155 Nm     | Bränsleinsprutning |
| 2.0     | 1994-1996 | 4-cyl radmotor SOHC 8V  | 1998 cm³      | 121 hk | 176 Nm     | Bränsleinsprutning |
| 2.0     | 1997-2000 | 4-cyl radmotor DOHC 16V | 1998 cm³      | 132 hk | 180 Nm     | Bränsleinsprutning |
| 2.0 S16 | 1994-1996 | 4-cyl radmotor DOHC 16V | 1998 cm³      | 150 hk | 183 Nm     | Bränsleinsprutning |
| 2.0 GTI | 1997-2000 | 4-cyl radmotor DOHC 16V | 1998 cm³      | 163 hk | 193 Nm     | Bränsleinsprutning |
| 1.8 D   | 1994-1996 | 4-cyl radmotor SOHC 8V  | 1769 cm³      | 58 hk  | 100 Nm     | Sugdiesel          |
| 1.9 D   | 1994-1998 | 4-cyl radmotor SOHC 8V  | 1905 cm³      | 69 hk  | 120 Nm     | Sugdiesel          |
| 1.9 D   | 1999-2000 | 4-cyl radmotor SOHC 8V  | 1868 cm³      | 68 hk  | 125 Nm     | Sugdiesel          |
| 1.9 TD  | 1994-1999 | 4-cyl radmotor SOHC 8V  | 1905 cm³      | 90 hk  | 196 Nm     | Turbodiesel        |
| 2.0 HDi | 2000-2001 | 4-cyl radmotor SOHC 8V  | 1997 cm³      | 90 hk  | 205 Nm     | Turbodiesel        |

- Wikimedia Commons har media som rör Peugeot 306.